# Кампос, Эладио
Эладио Кампос Алеман (исп. Eladio Campos Alemán; род. 20 февраля 1936, Сан-Луис-Потоси) — мексиканский легкоатлет, специалист по спортивной ходьбе. Выступал за сборную Мексики по лёгкой атлетике в конце 1960-х — начале 1970-х годов, чемпион Центральноамериканских и Карибских игр, участник летних Олимпийских игр в Мехико.

## Биография
Эладио Кампос родился 20 февраля 1936 года в городе Сан-Луис-Потоси, Мексика.
Впервые заявил о себе в лёгкой атлетике на международном уровне в сезоне 1967 года, когда вошёл в состав мексиканской сборной и выступил на Панамериканских играх в Виннипеге, где в зачёте ходьбы на 20 км с результатом 1:49:27 занял последнее седьмое место.
Благодаря череде успешных выступлений в 1968 году удостоился права защищать честь страны на домашних летних Олимпийских играх в Мехико — в программе 20 км показал время 1:41:52, расположившись в итоговом протоколе соревнований на 20-й строке.
В 1969 году установил свой личный рекорд в ходьбе на 20 км — 1:36:41.
В 1970 году в 20-километровой дисциплине одержал победу на Центральноамериканских и Карибских играх в Панаме.
В 1971 году в ходьбе на 50 км финишировал восьмым на Панамериканских играх в Кали, показав результат 5:28:31.